# Räddningsstation Sölvesborg (sjöräddning)
Räddningsstation Sölvesborg är en av Sjöräddningssällskapets räddningsstationer. Förutom i Hanöbukten är räddningsstationen också operativ på Ivösjön och andra närliggande insjöar
Räddningsstation Sölvesborg ligger i Sölvesborgs Segelsällskaps hamn i Hermans Heja i Sölvesborg. Den inrättades 1979 för att ersätta den då nedlagda räddningsstationen i Hörvik, och har 21 frivilliga. Stationen började med en ribbåt och hade sedan också först Nymölla och sedan från den då nybyggda 16 meter Rescue Elsa Johansson, som 2008 överfördes till Räddningsstation Trelleborg. 
Rescue Adam Johan har fått sitt namn efter radiosignalen för Anders Jönsson, som 1979 var en av grundarna av Räddningsstation Sölvesborg och från 1987 till slutet av 00-talet operativ chef i Sjöräddningssällskapet.

## Räddningsfarkoster
- 8-25 Adam Johan, en 8,4 meter lång öppen räddningsbåt av Gunnel Larssonklass, byggd 2009
- Rescue Gösta Stavre, en 5,2 meter lång öppen båt med vattenjet, tillverkad 2021 av Nordic Rescue Yamaha Center i Kiruna, en ombyggd Buster XL. Denna ingår i klassen mindre räddningsbåtar.[1]
- 12-11 Rescue Lovisa Åstrand, en av de större båtaran som ingår i Victoriaklassen byggd 2000

## Tidigare räddningsfarkoster
- 7-12 Rescue Sölvesborg II, en 5,4 meter lång Avon Searider ribbåt, byggd 1998.
- 3-17 Rescuerunner SMS